# Avellaneda (departamento de Santiago del Estero)

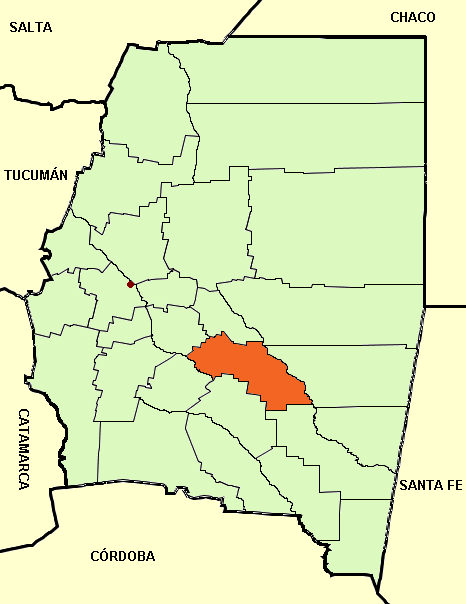
Departamento de Avellaneda, localizado nntro da província de Santiago del Estero

Avellaneda é um departamento da Argentina, localizado na 
província de Santiago del Estero.